# 打卡机

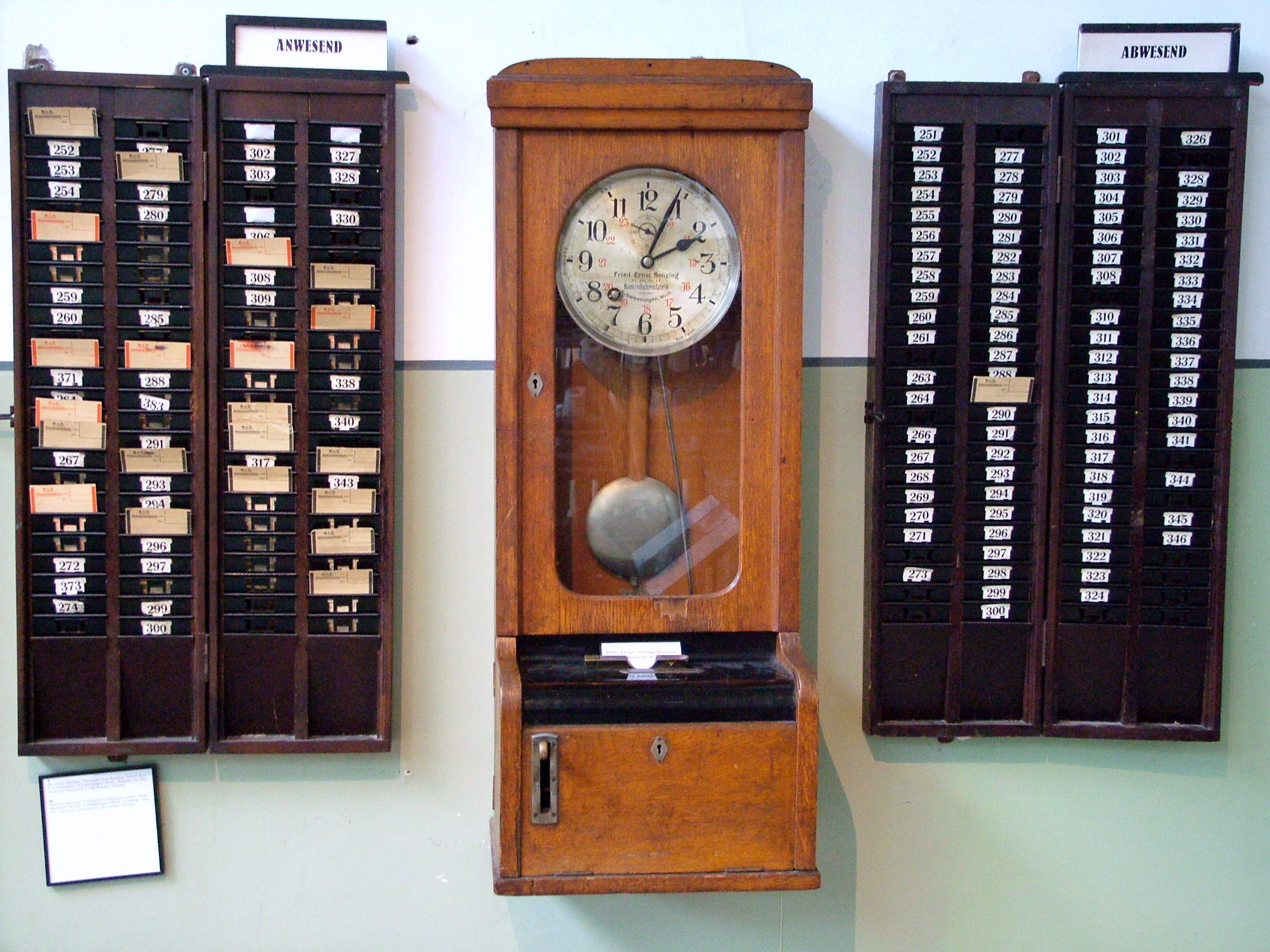
公司Benzing的打卡机, 内卡河施文宁根，1900年，博霍尔特纺织品博物馆

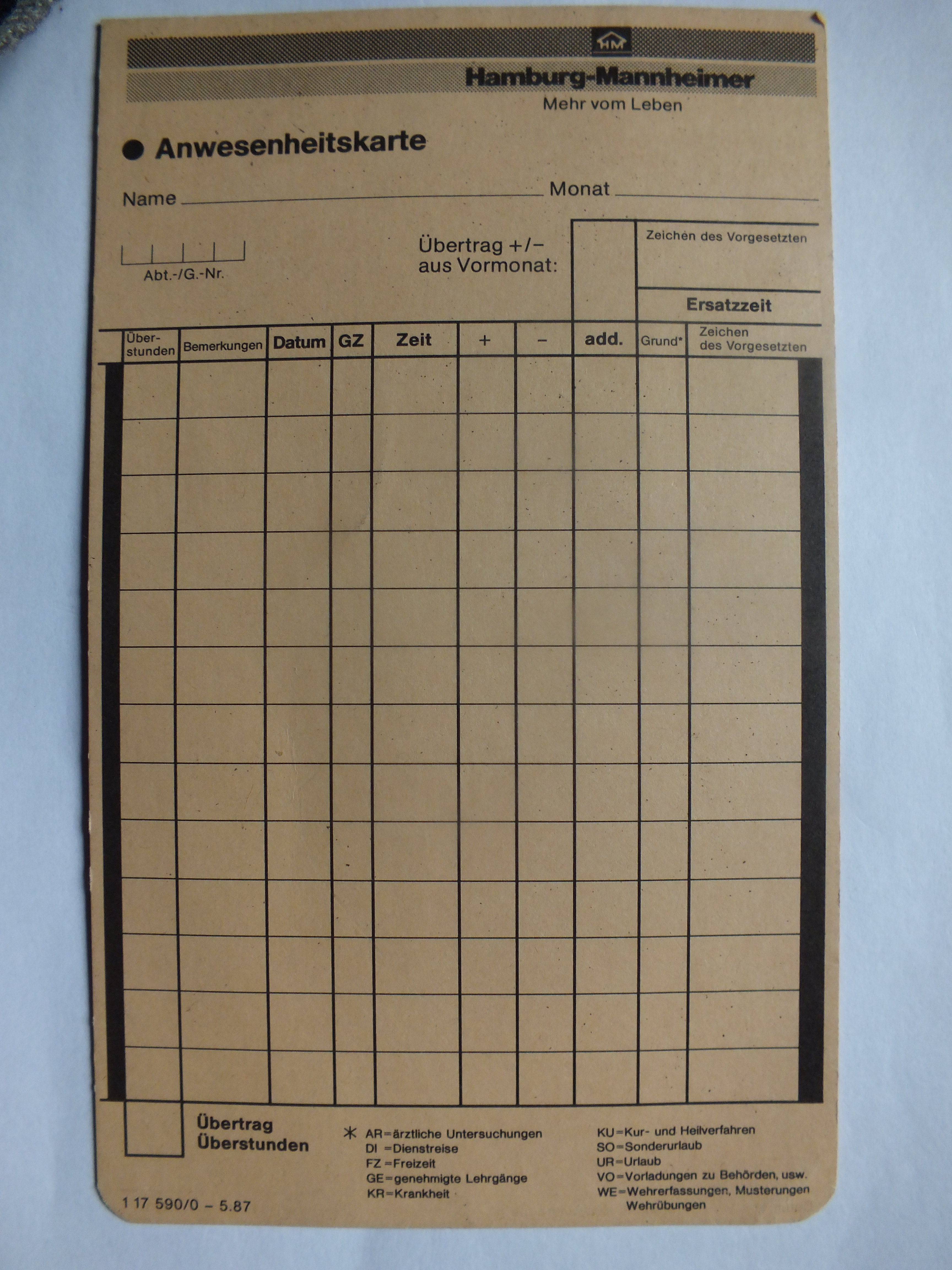
1980年保险业的出勤卡

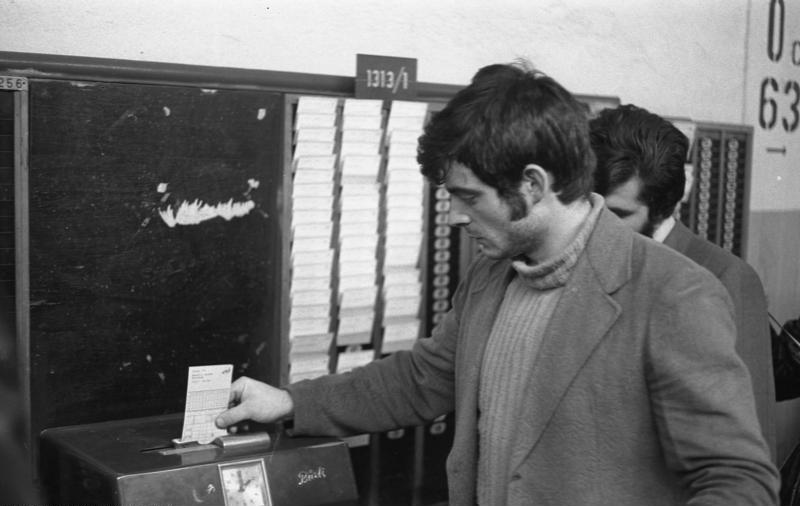
德国沃尔夫斯堡大众汽车厂工人打卡下班（1973年）

打卡机（英語：Punch clock），或稱打卡鐘、上班簽到機、考勤機，是用於紀錄工作起訖時間的機器。

## 描述
打卡机主要功能是记录员工上下班时间。从最早打印在考勤卡上，到后来记录在芯片上或者直接上传到服务器上。
考勤机主要分為六代：
第一代是插卡式考勤机，70年代,逐渐代替了手工记录考勤,他是在一个金属制成的卡片上有规律的打上孔，然后用感光元件和光投影区别人的编号,8086处理器或者80286处理器。但金属片容易变形,造成了识别的误差.再加上分辨率的限制，这种考勤机在动辄几千人的煤矿中没有普遍推广。
第二代是条形码考勤机，在矿灯的光柱中利用光学原理投影出一个条形码的像,工人下井前用矿灯照射一下专门的考勤探头就可以考勤。这种方式方便快捷。但是矿灯毕竟是一种经常工作在恶劣环境中的器械，所以维修频繁，投影的走样是捆扰大家的一个难题.。
第三代是磁卡型考勤机，现在最为普遍的考勤机,像煤矿工人下井刷卡上井刷卡已经成了大家的习惯
第四代是生物身份识考勤机，是利用人的生物特征来识别的，这种考勤机只要人的一个手指、手撑、人脸放在放在或面向读头就可以识别了非常方便而且可以防止代打卡现象，提高管理制度
第五代是摄像考勤机、拍照考勤机，有效解决了生物识别对环境和使用人群的限制，智能卡管理和人工管理相结合，可有效适应于工厂、工矿企业等环境。是现如今使用最多的种类。
第六代智能云考勤机，与微信等移动互联网应用无缝连接，可以通过手机等移动端设备进行考勤管理，考勤打卡、考勤记录查询、考勤统计报告以及通过考勤机进行请假、加班等相关操作。

## 历史
考勤机被发明于19世纪中后期，是工业化的产物。 经改良的打卡机同时打印累计上班时间到考勤表上。现代考勤机使用数字化媒体记录，例如芯片和服务器，录入方式也改成插卡，感应芯片，到指纹录入，甚至与门禁系统，工资系统等等结合成为公司管理系统的分系统。